# Kings Hill
Kings Hill is een civil parish in het bestuurlijke gebied Tonbridge and Malling, in het Engelse graafschap Kent met 7435 inwoners.